# شتيفن شنايدر (لاعب كرة قدم)
شتيفن شنايدر (بالألمانية: Steffen Schneider) هو لاعب كرة قدم ألماني في مركز الهجوم، ولد في 9 يونيو 1988 في هايغر في ألمانيا. لعب مع إنغولشتات 04 ونادي آلن.

## وصلات خارجية
- ستيفن شنايدر على موقع قاعدة بيانات كرة القدم.إي يو (الإنجليزية)
- ستيفن شنايدر على موقع بيانات كرة القدم. دي إي (الألمانية)